# J
J (minuskuła: j) (jot, jota) – dziesiąta litera alfabetu łacińskiego, trzynasta litera alfabetu polskiego. Pierwotnie była jedynie wariantem graficznym litery I. W pisowni polskiej J służy głównie do zapisu półsamogłoski przedniej /j/ (niesylabicznego i). W alfabecie łacińskim J występuje od XII w., w polskim występuje od XVII w..
Współcześnie litera j jest używana do oznaczania głoski:
- /j/ w językach bałtyckich, słowiańskich, uralskich oraz w językach germańskich (oprócz angielskiego, luksemburskiego oraz scots), a także w języku esperanto i włoskim
- /ɟ/ w języku konkani i w części języków afrykańskich
- /t/ w języku Kiowa
- /x/ lub /h/ w języku hiszpańskim
- /з/ w języku azerskim, francuskim, katalońskim, portugalskim, rumuńskim, tatarskim i tureckim
- /ʤ/ w języku angielskim, indonezyjskim, malajskim, turkmeńskim i w części języków afrykańskich

Litery j używa się w oficjalnych transkrypcjach z następujących języków azjatyckich:
- głoski /j/ w języku kantońskim w transkrypcji jyutping
- głoski /dz/ w języku paszto w standardowej transliteracji na alfabet łaciński
- głoski /ʥ/ w języku japońskim w transkrypcji Hepburna
- głosek /ʥ/ i /ʨ/ w języku koreańskim w różnych metodach transkrypcji
- głoski /ʨ/ w języku chińskim mandaryńskim w transkrypcji pinyin

## Inne reprezentacje litery J
| Sygnalizacja                            | Sygnalizacja       | Sygnalizacja | Język migowy | Język migowy | Język migowy | Alfabet Braille’a |
| flaga Międzynarodowego Kodu Sygnałowego | Alfabet semaforowy | Kod Morse’a  | francuski    | kanadyjski   | polski       | Alfabet Braille’a |
| --------------------------------------- | ------------------ | ------------ | ------------ | ------------ | ------------ | ----------------- |
|                                         |                    | Jⓘ           |              |              | i            |                   |